# Магдален Набб
Магдален Набб, до шлюбу Нуттал (англ. Magdalen Nabb, 16 січня 1947 — 18 серпня 2007) — британська письменниця та журналістка, відома за детективними романами про маршала Гуарначчі.

## Біографія
Народилася у Чарчі, селі поблизу Акрінгтона в Ланкаширі. Отримала освіту в Конвентській гімназії, Бері, а потім вступила до художнього коледжу в Манчестері, де вивчала мистецтво та гончарство, яке пізніше викладала в художній школі. У 1975 році переїхала до Флоренції (Італія) зі своїм сином Ліамом, навіть попри те, що не розмовляла італійською. Там вона продовжувала займатися гончарством у містечку поблизу Флоренції та почала писати. Саме в Монтелупо-Фьорентіно відбулося знайомство з праобразом «Маршала Гуарначчі». Її перша книга «Смерть англійця» була вперше опублікована у 1981 р. Усі сюжетні історії відбуваються у Флоренції, яку вона характеризує як «дуже таємниче місто». Магдален Набб жила досить близько до пункту карабінерів, тож мала можливість регулярно прогулюватися там і спілкуватися з маршалом, який постійно інформував її про злочини в місті.
Також Набб писала книги для дітей і періодичні публіцистичні статті для англійських, німецьких та італійських періодичних видань. У 1991 році вона отримала книжкову премію Nestlé Smarties за Джозі Сміт та Ейлін, другу книгу в серії. Її останній роман, Vita Nuova, був посмертно опублікований у 2008 році.
Магдален Набб померла у Флоренції від інсульту у віці 60 років.

## Книги для дорослих
- Прокурор, 1986 р., у співавторстві з Паоло Вагеджі
- Козімо, 2004

### Серія Maresciallo Guarnaccia
- Смерть англійця, 1981
- Смерть голландця, 1982
- Смерть у весняний час, 1983
- Смерть восени, 1985
- Маршал і вбивця, 1987
- Маршал і божевільна жінка, 1988
- Власна справа маршала, 1990
- Маршал складає свій звіт, 1991
- Маршал у Віллі Торріні, 1993
- Монстр Флоренції, 1996
- Властивість крові, 1999
- Деякі гіркі смаки, 2002
- Невинний, 2005
- Vita Nuova, 2008

## Книги для дітей
- Зачарований кінь (ілюстрації Джулека Геллера), 1993
- Сутінковий привид, 2000

### Серія Джозі Сміт
- Джозі Сміт, 1989
- Джозі Сміт і Ейлін, 1991, виграли книжкову премію Nestlé Smarties
- Джозі Сміт на Різдво 1992
- Джозі Сміт на березі моря, 1993
- Джозі Сміт у школі, 1994
- Джозі Сміт у лікарні, 1995
- Джозі Сміт на ринку, 1996
- Джозі Сміт влітку, 1997
- Джозі Сміт взимку, 1998
- Джозі Сміт навесні, 1999
- Джозі Сміт восени, 2000